# Desertøren (film fra 1933)
Desertøren (russisk: Дезертир) er en sovjetisk film fra 1933 af Vsevolod Pudovkin.

## Medvirkende
- Boris Livanov - Karl Renn
- Vasilij Kovrigin - Ludwig Zelle
- Aleksandr Tjistjakov - Fritz Muller
- Tamara Makarova - Greta Zelle
- Semjon Svasjenko - Bruno